# Rio Jacuípe (Alagoas)
O rio Jacuípe é um curso de água que banha os estados de Alagoas e Pernambuco.
Nasce na serra da Catita, no distrito de Canastra entre os municípios de Ibateguara e Colônia Leopoldina, Alagoas, e desagua no rio Una no município de Água Preta, em Pernambuco.